# Tuusjärvi (sjö i Heinola, Päijänne-Tavastland)
Tuusjärvi är en sjö i kommunen Heinola i landskapet Päijänne-Tavastland i Finland. Sjön ligger 78,2 meter över havet. Arean är 57 hektar och strandlinjen är 4,73 kilometer lång. Sjön  ingår i Kymmene älvs huvudavrinningsområde.   Den ligger omkring 44 km nordöst om Lahtis och omkring 140 km nordöst om Helsingfors. 
I sjön finns ön Kuusisaari. 